# バルトロメウ・ディアス
バルトロメウ・ディアス（ポルトガル語: Bartolomeu Dias de Novais [bɐɾtuluˈmeu̯ ˈdi.ɐʃ], 1450年頃 – 1500年5月29日）は、ポルトガルの航海者で、ヨーロッパ人として初めて喜望峰に到達した。
資料によっては、英語名のバーソロミュー・ディアズ (Bartholomew Diaz) と表記される。
1993年に発行された2000エスクード紙幣に肖像が印刷されていた。

## 生涯

### 前歴
父・ディニス･ディアス、祖父・ジョアン･ディアスは、ともにエンリケ航海王子に仕えた冒険航海者。バルトロメウ自身も、王宮の騎士として、また王室貯蔵庫の管理者として王室に仕えていた。
また、ディアスは軍艦「サン＝クリストヴァン (São Cristóvão)」の航海長も務めており、1481年のディオゴ・デ・アザンブージャの黄金海岸遠征にはディアスも同行している。

### アフリカ南端への航海

#### 旅の背景
1486年10月10日、ポルトガル国王ジョアン2世は、アジアに至る交易路確立のためのアフリカ周回航海の遠征隊長に、ディアスを任命した。
この航海の主要な目的には、エチオピア方面にあると言われるキリスト教徒の王（プレステ・ジョアンとして知られる）の国を探し、ポルトガルとの友好関係を樹立する事も含まれていた。プレステ・ジョアンについては、既に最近の報告としてジョアン・アフォンソ・デ・アヴェイロ(João Afonso de Aveiro) によって届けられていた。
1487年8月、リスボンを出港する。彼の艦隊の構成は以下のとおり。
艦隊構成
- 50トン級の武装キャラベル船 ×2隻
- 補給艦 ×1隻

主な要員
- ペロ・デ・アレンケール: 後にヴァスコ・ダ・ガマの最初の航海に同行し、航海記録を残す。
- ジョアン・インファンテ
- アルヴェロ・マルティンス
- ジョアン・グレゴ
- ペロ・ディアス: ディアスの兄弟で補給艦の指揮を執っていた。
- 2名の黒人男性と4名の黒人女性: 到着後、遠征の目的を説明する役として同行。

#### アフリカ南端までの旅路
ディアスは最初、その先年にディオゴ・カンとマルティン・ベハイムに発見されたコンゴ川河口に向けて航海した。そこから海岸に沿って南下し、現ナミビアのウォルビスベイに入港した。
1488年、南緯29度、現南アフリカ共和国のポート・ノロス付近でディアスは、嵐に遭って13日間漂流していた。嵐が過ぎて陸地から離れてしまった事に気付いたディアスは陸地に近付くために東進するが、陸地に到達しない。そのため北上してみると、陸地が西側に現れた。ディアス達は気付かないうちにアフリカ南端を通り過ぎていた事になる。2月3日にモッセル湾に上陸。これをもって「ディアスのアフリカ南端到達」としている。
ディアスはアフリカ南端のアガラス岬、南岸のグレート・フィッシュ川を巡り、このまま行けばインドまで到達する事がはっきりした段階で引き返した。これは乗組員の不満を抑えきれなくなったための妥協の結果と言われている。
1488年5月、帰路に喜望峰を発見する。「ディアスの喜望峰発見」とはこの時であり、資料によってはアフリカ南端到達時期と混同されることがある。

#### リスボンへの帰還
1488年12月、実に16ヶ月と17日に及ぶ（約2030kmの未知のアフリカの海岸に渡る）航海を終えたディアスはリスボンに帰港し、ジョアン2世に成果を報告した。ディアスは当初、その苦難の航程から「喜望峰」ではなく「嵐の岬」(Cabo das Tormentas) として報告していた。だが、東方への道を開くという成果に喜んだジョアン2世が「喜望峰」(Cabo da Boa Esperança) として名前を変えさせた。

### その後のディアス
1497年のヴァスコ・ダ・ガマのインド航海に際しては、彼も水先案内人として（しかし確実に従属的な立場で）艦隊に参加し、ヴェルデ岬まで同行している。
1500年、ペドロ・アルヴァレス・カブラルのブラジル探検隊に参加し、ブラジル発見に立ち会うが、帰途の海難事故のため他界。

## 子孫
ディアスの孫、パウロ・ディアス・デ・ノヴァイスは、16世紀に入植者としてアフリカに渡っている。

## ディアスの功績
ディアスの功績として「喜望峰発見」はあまりに一般的である。が、彼の本当の功績はヨーロッパ人として初めてアフリカ南端に到達し、その後のインド到達への道筋を確実に標した事にある。
それによって、ヨーロッパ人は中東のアラブ商人を介さずにインド・アジアと直接交易が可能になった。そして最終的には「大西洋岸国家の興隆」と「中東・地中海岸国家の凋落」にまで繋がっていった。